# Nationale Wasserstoffstrategie
Die Nationale Wasserstoffstrategie (NWS) der Bundesregierung zielt auf die Wasserstoffherstellung in Deutschland im Jahr 2030 ab. Sie setzt Ziele für Erzeugung, Transport und Nutzung von Wasserstoff sowie dessen Derivaten in allen Bereichen der Wasserstoffwirtschaft und ist mit Maßnahmen zu deren Förderung verbunden.

## Geschichte
Die Nationale Wasserstoffstrategie wurde am 10. Juni 2020 von Wirtschaftsminister Peter Altmaier vorgestellt und von der Bundesregierung verabschiedet. Sie baut auf den 2018 gestarteten Dialogprozess Gas 2030 auf, dessen Ergebnisse 2019 vorgestellt wurden.
Die Europäische Kommission hat am 8. Juli 2020 eine Europäische Wasserstoffstrategie für ein klimaneutrales Europa veröffentlicht. Synergieeffekte mit der am gleichen Tag veröffentlichten Strategie zur Integration von Energiesysteme sollen die verschiedenen Handlungsstränge aus Forschung und Innovation über Produktion und Infrastruktur bis hin zur internationalen Dimension zusammenführen.
Das Bundeskabinett beschloss im Juli 2023 die Fortschreibung der Nationalen Wasserstoffstrategie und passte sie an aktuelle Entwicklungen an. Daneben wurde 2024 eine Importstrategie für Wasserstoff und dessen Derivate vorgestellt.

## Maßnahmen und Ziele
Die Bundesregierung unterstützt den Aufbau von Elektrolysekapazitäten, die Kompensation der höheren betrieblichen Produktionskosten sowie die Schaffung stabiler Rahmenbedingungen für den wirtschaftlichen Absatz von Wasserstoff. Es wird erwartet, dass Deutschland einen jährlichen Bedarf von 95 bis 130 Terawattstunden Wasserstoff im Jahr 2030 entwickeln wird. Ein Schwerpunkt liegt auf dem Aufbau einer Wasserstoffinfrastruktur. In Deutschland soll bis 2027/2028 ein Wasserstoffnetz mit mehr als 1800 Kilometern aus von Erdgas auf Wasserstoff umgestellten und neuen Leitungen aufgebaut werden.
Ein Anteil von 50–70 % des Bedarfs soll über Importe aus dem Ausland gedeckt werden. Für den Import aus Norden soll eine erste grenzüberschreitende Pipeline aus Dänemark eingerichtet werden, später soll an diese auch Norwegen angebunden werden. Über eine Energiepartnerschaft mit dem Vereinigten Königreich werden Importe aus Schottland diskutiert. Insgesamt fünf Pipelines werden nach Belgien und in die Niederlande geplant, die ihrerseits einen Import über Tanker anstreben. Weitere Pipelines zur Verbindung mit dem Baltikum, der iberischen Halbinsel sowie Nordafrika sind ebenfalls in Planung. Die derzeit entstehenden Flüssigerdgasterminals an den deutschen Küsten sollen später ebenfalls für Wasserstoff nutzbar gemacht werden. Mit 15 Ländern außerhalb der EU wurden bilaterale Wasserstoff-Kooperationen vereinbart.
Unter anderem werden mit der Nationalen Wasserstoffstrategie die infrastrukturellen Aufbau-, Umbau- und Bereitstellungsmaßnahmen angegangen, um den Gebrauch von Wasserstoff als Energieträger in naher Zukunft in Deutschland zu ermöglichen. Inwieweit klimaneutraler grüner Wasserstoff und weißer Wasserstoff zum Einsatz gelangen kann, hängt von zahlreichen Faktoren ab. Verschiedene Arten von Wasserstoff sind bislang vorgeplant, darunter grüner und blauer Wasserstoff.
Die Strategie listet kurzfristige Maßnahmen für 2023, mittelfristige Maßnahmen für 2024/2025 sowie langfristige Maßnahmen bis 2030 auf. Das Ziel der Klimaneutralität Deutschlands bis 2045 baut darauf auf. Weitere Ziele bis 2030 sind der zunehmende Einsatz in der Industrie, bei schweren Nutzfahrzeugen und im Luft- und Schiffsverkehr. Für die sichere Stromversorgung sollen wasserstofffähige Gaskraftwerke zum Einsatz kommen, um das Stromnetz vorrangig bei Dunkelflaute zu stabilisieren.
445 Millionen Euro Fördermittel sollten für den Wasserstoffeinsatz in der Industrie bis 2024 zur Verfügung stehen; hinzu kommt das Konjunkturpaket von 9 Mrd. Euro: 2 Mrd. Euro davon sind der „internationalen Dimension“ von Wasserstoff gewidmet, 7 Mrd. sollen die gesamte Wertschöpfungskette von Wasserstoff stärken. Im Bereich Forschung und Entwicklung wurden bis 2022 jährlich 100 Millionen Euro an Fördergeldern für die sogenannten Reallabore der Energiewende bereitgestellt, von denen viele an Wasserstofftechnologien forschen.

## Organisationsstrukturen
Der Ausschuss der Staatssekretäre für Wasserstoff  (Wirtschaft, Umwelt, Verkehr), kurz „St-Ausschuss Wasserstoff“, koordiniert die Umsetzung der NWS und ist das Entscheidungsgremium der NWS. Zeichnet sich eine Verzögerung der Umsetzung oder eine Zielverfehlung ab, korrigiert der St-Ausschuss kurzfristig, wobei er aktuelle Entwicklungen am Markt oder Fortschritte in der Wissenschaft einbezieht. Für eine bessere Koordinierung der Maßnahmen von Bund und Ländern wurde ein Bund-Länder-Arbeitskreis eingerichtet.

### Nationaler Wasserstoffrat
Der Nationale Wasserstoffrat handelt nach der Einberufung durch die Bundesregierung als unabhängiges, überparteiliches Beratungsgremium. Er besteht aus derzeit 26 Experten aus Wirtschaft, Wissenschaft und Zivilgesellschaft mit dem Ziel, den Staatssekretärsausschuss für Wasserstoff bei der Weiterentwicklung und Umsetzung der Nationalen Wasserstoffstrategie fortlaufend zu begleiten und zu beraten. Es gibt dazu eine Leitstelle Wasserstoff. Den Vorsitz hat Katherina Reiche (CDU) inne, stellvertretender Vorsitzender ist Felix Matthes, Forschungskoordinator am Öko-Institut. Weitere Mitglieder sind Vertreter der Energie- und Verkehrsindustrie, ferner die Wirtschaftsweise Veronika Grimm und der Gewerkschafter Michael Vassiliadis. Bis zu vier Vertreter der Bundesländer können als Gäste an den Sitzungen des Nationalen Wasserstoffrats teilnehmen.

## Einzelbelege
1. 1 2 3  Nationale Wasserstoffstrategie verabschiedet. Abgerufen am 31. März 2024.
2. ↑  EU-Kommission legt Definition von erneuerbarem Wasserstoff vor. Vertretung der Europäischen Kommission in Deutschland, 13. Februar 2023, abgerufen am 31. März 2024.
3. 1 2 3  Die Nationale Wasserstoffstrategie. In: Bundesministerium für Wirtschaft und Klimaschutz. Bundesministerium für Wirtschaft und Energie, abgerufen am 11. Juni 2025.
4. 1 2 3  Importstrategie Wasserstoff und Wasserstoffderivate. Presse- und Informationsamt der Bundesregierung, 23. Juli 2024, abgerufen am 11. Juni 2025.
5. 1 2  Energiewende: Die Bundesregierung setzt auf Wasserstoff. In: deutschlandfunk.de. Deutschlandradio, 28. Juli 2024, abgerufen am 1. April 2024.
6. ↑  Manfred Lachniet: Energiepolitik: Grüner Stahl wird erstmal blau. In: Neue Rhein/Neue Ruhr Zeitung. FUNKE Medien NRW GmbH, 31. Januar 2024, abgerufen am 11. Juni 2025.
7. ↑  Nationale Wasserstoffstrategie: Energie aus klimafreundlichem Gas. In: Archiv. Die Bundesregierung, 26. Juli 2023, abgerufen am 11. Juni 2025.
8. ↑  Der Nationale Wasserstoffrat. In: Nationaler Wasserstoffrat. Deutsche Energie-Agentur GmbH (dena), 11. Juni 2025, abgerufen am 11. Juni 2025.
9. ↑  Leitstelle Wasserstoff. In: Nationaler Wasserstoffrat. Deutsche Energie-Agentur GmbH (dena), abgerufen am 31. März 2024 (deutsch).
10. ↑  Katherina Reiche erneut als Vorsitzende und Felix Chr. Matthes als stellvertretender Vorsitzender gewählt. In: Nationaler Wasserstoffrat der Bundesregierung. Deutsche Energie-Agentur GmbH (dena), 30. Mai 2023, abgerufen am 11. Juni 2025.
11. ↑  Mitglieder. In: Nationaler Wasserstoffrat der Bundesregierung. Deutsche Energie-Agentur GmbH (dena), abgerufen am 11. Juni 2025.